# Карін Ройтфельд
Карін Руатфель або Роітфельд (фр. Carine Roitfeld; нар. 19 вересня 1954, Париж, Франція) — французька журналістка, головний редактор французької версії журналу Vogue з 2001 по 2011 рік.

## Родина
Її батько, Яків Мотелевич Ройтфельд (у Франції — Жак Ройтфельд), народився в Білгороді-Дністровському (Бессарабської губернії), одним з п'ятьох дітей (чотирьох братів та сестри) в сім'ї господаря бакалійної і москательніої лавки Мотеля Іциковича Ройтфельда. Здобув юридичну освіту в Санкт-Петербурзі, займався адвокатською практикою там же, а потім у Баку і Одесі. У 1923 році емігрував з Радянського Союзу у 34-річному віці. Спочатку переїхав до Австрії, а в 1925 році до Німеччини, а після приходу до влади нацистів — до Парижу. Мав двох дітей від першого шлюбу, у другому народилася дочка Каріна. Вона молодша за свого старшого брата на 34 роки. Свою матір сама Карін Ройтфельд описувала як «класичну француженку», батька називала «ідолом», підкреслюючи, що він завжди був далеко.
Карін Ройтфельд прожила в цивільному шлюбі з Крістіаном Рестуаном 30 років. У них двоє дітей. Зокрема, з Володимиром Рестуаном Ройтфельдом з 2008 року зустрічається британська топ-модель Лілі Моніка Дональдсон.

## Кар'єра
У 18-річному віці Карін Ройтфельд почала кар'єру моделі, потім її запросили стилістом до журналу ELLE. Позувала як модель для Gucci, Missoni, Versace, Yves Saint-Laurent і навіть Calvin Klein.
Поворотним моментом в її житті стало знайомство з фотографом Маріо Тестіно, з яким у них утворився творчий тандем. Вони були авторами зйомок для американської та французької версій журналу VOGUE, а також в 1998 році стилізували обкладинку першого номера російського VOGUE з моделями Кейт Мосс і Амбер Валетою.
У 2001 році Джонатан Ньюгауз, глава Conde Nast, запросив її на посаду редактора французької версії журналу Vogue . Пробула на цій посаді десять років. У грудні 2010 року вона оголосила про відхід з поста головного редактора «Vogue» У лютому 2011 її посаду обійняла Еммануель Альт.
Знімалася у бельгійсько-німецький документальному фільмі 2019 року «Мартін Маржела. Своїми словами» режисера Райнера Гольцемера.
Карін Ройтфельд та її син Володимир стануть художніми консультантами російського серіалу «Балет» телеканалу «СТС» і «НМГ Студії», зйомки якого в Москві і Нью-Йорку заплановані на літо, а прем'єра — на кінець 2021 року.